# Olmo (Gattatico)
Olmo (Ōlum in dialetto reggiano) è una frazione del comune di Gattatico, distante circa 4 km dal capoluogo comunale, Praticello.

## Storia
La frazione è stata sempre storicamente legata alle sorti del vicino contado parmense, fino al definitivo passaggio allo Stato estense nel 1847.

## Monumenti e luoghi d'interesse

### Chiesa di San Vitale
La chiesa parrocchiale della frazione è dedicata a San Vitale ed è menzionata per la prima volta in un documento del 1233 ove figura come dipendente dalla pieve di Casaltone. Fu soggetta alla giurisdizione ecclesiastica di diversi vicariati (Castelnovo di Sotto, Poviglio, Sorbolo), fino al passaggio alla Diocesi reggiana nel 1853. L'edificio attuale risale alla metà del XVII secolo; esso consta di un'unica navata. Del 1790 sono il presbiterio ed il coro.

## Cultura

### Eventi
Dal 1982, con cadenza annuale, si svolge a Olmo, nel mese di agosto, la "Festa del Grano", evento - organizzato dal locale circolo ACLI che, abbinando la cucina e il folklore della tradizione contadina, richiama visitatori anche da fuori provincia.